# Billroda
Billroda è una frazione del comune tedesco di Finne, nella Sassonia-Anhalt.

## Storia
Billroda è un piccolo centro rurale di antica origine.
Il 1º luglio 2009 il comune di Billroda fu fuso con il comune di Lossa, formando il nuovo comune di Finne.